# 朵儿至
朵儿至（?—?），元朝大臣，元文宗时中书平章政事。
泰定年间，朵儿至由御史台官员转任甘肃行省平章政事。天历二年（1329年）八月，入朝为中书左丞，十一月，升任为平章政事。至顺元年（1330年）二月，他铨选官员，紊乱纲纪，贪污著闻，被监察御史弹劾罢免。